# Fosforibozil pirofosfat
Fosforibozil pirofosfat (PRPP) je pentozofosfat. Formira se iz riboza 5-fosfata posredstvom enzima riboza-fosfat difosfokinaza (EC 2.7.6.1). PRPP ima važnu ulogu u transferu fosfo-riboznih grupa u nekoliko reakcija:
| Enzim                                          | Reaktant    | Produkt |
| ---------------------------------------------- | ----------- | ------- |
| adenin fosforiboziltransferaza                 | adenin      | AMP     |
| hipoksantin-guanin fosforiboziltransferaza     | guanin      | GMP     |
| hypoxanthine-guanine phosphoribosyltransferase | hipoksantin | IMP     |
| orotat fosforiboziltransferaza                 | orotat      | OMP     |
| uracil fosforiboziltransferaza                 | uracil      | UMP     |

Pri de novo formiranju purina, enzim amidofosforiboziltransferaza deluje na PRPP da formira fosforibozilamin.

## Literatura
- David L. Nelson; Michael M. Cox (2005). Principles of Biochemistry (IV изд.). New York: W. H. Freeman. ISBN 0-7167-4339-6.
- Donald Voet; Judith G. Voet (2005). Biochemistry (3 изд.). Wiley. ISBN 9780471193500.